# Jean-Philippe Barbe
Jean-Philippe Barbe (1954) è un ex sciatore alpino francese.

## Biografia
Barbe vinse la medaglia d'oro nello slalom gigante agli Europei juniores di Madonna di Campiglio 1972; non debuttò in Coppa del Mondo e non prese parte a rassegne olimpiche o iridate.

## Palmarès

### Europei juniores
- 1 medaglia[1]:
  - 1 oro (slalom gigante a Madonna di Campiglio 1972)